# 에드 패리시 샌더스
에드 패리시 샌더스 혹은 E.P. 샌더스(Ed Parish Sanders, 1937년 4월 18일 ~ 2022년 11월 21일)는 신약성서 학자이며 바울에 대한 새 관점의 주창자들 가운데 한 사람이다. 그는 역사적 예수에 관한 연구의 주된 학자이다. 그는 예수는 유대주의 안에서 회복운동을 한 인물로 주장한 것에 공헌하였다. 듀크 대학에서 1990년부터 교수로 있다가 2005년에 은퇴하였다.

## 사상
16세기 종교 개혁 이래, 바울 신학연구에 ‘새 관점’ (제임스 던의 용어)만큼 큰 영향을 미친 것은 없다. 그리고 맥코비(H. Maccoby , 1991: Paul and Hellenism)는 E.P. 샌더스의 새 관점을 위한 길을 닦은 사람이다. 이들은 개신교 학자들이 기독교가 유대교보다 우월함을 증명할 때, 바울이 율법주의적 유대교를 비판했다고 본 마틴 루터의 방식을 따라 바울 당시의 유대교에 대해 오해했다고 본다. 이들 중 일부는 바울이 反 유대교적인 성향을 보이고, 유대교를 율법종교 (legalistic religion)로 간주하는 것은 그가 (헬라 사상과 영지주의에 영향을 받은) 헬라파 유대인이었기 때문에 정통 (orthodox) 유대교를 오해하고 무시해 버린 결과라고 본다.

### 샌더스의 새 관점과 언약적 율법주의
특별히 W. Davies의 영향을 받은 E.P. Sanders는 1977년 Paul and Palestinian Judaism이라는 책으로 논쟁에 불을 붙였다. 이 책은 샌더스가 듀크대학교 교수로 있을 때인 1977년에 출판되었다. 그러나 이 저서는 샌더스가 1962-3년 옥스퍼드와 예루살렘에서 시행한 고대 및 현대 히브리어 자료 연구와, 1966년 집중한 굿이너프의 유대교 이론에 대한 탐구, 그리고 유대교 1차 저작을 바탕으로 팔레스타인 유대교 자체를 바울과 비교하는 집중적인 비교 연구가 한데 모여 태어난 작품이다.
그는 주전 200-주후 200년경의 팔레스틴 유대교의 패턴 (pattern)을 연구하여 기독교의 패턴과 비교했다. 그는 바울이 유대교를 행위구원의 율법종교로 이해했다고 보는 특별히 독일의 (루터파) 학자들 (F. Weber, E. Schürer, W. Bousset, R. Bultmann, , H. Hübner 등)에게서 反 셈족주의 (Anti-Semitism)의 경향을 발견했다.
샌더스는 바울 신학의 틀에서 유대교를 바라보지 않고 유대교를 바라본 결과, 바울 당시의 팔레스틴 유대교는 ‘언약적 율법주의’ (covenantal nomism)라고 정의내렸다.
‘언약적 율법주의’가 내포하고 있는 바 그 구조 혹은 패턴
- 하나님이 이스라엘을 은혜로 선택했고,

- 이스라엘이 구원의 언약에 들어가기 위해서가 아니라 머물기 위해서 율법을 주셨고,

- 이 율법은 하나님의 선택을 지탱하겠다는 약속을 담고,

- 이스라엘은 이 율법에 순종해야 했고,

- 하나님은 순종에는 상 (reward)을 불순종에는 벌을 주시고,

- 율법을 지키지 못할 때 임하는 벌을 면하기 위해서 율법은 속죄 (atonement)의 제사와 희생이라는 수단을 제공하고,

- 속죄 (atonement)는 언약 관계를 지속-회복하는 결과를 가져오고,

- 순종과 자비에 의해서 언약관계 속에 있는 사람은 종국에 구원을 얻게 된다.

그리고 오직 유대교와 이스라엘을 선택하신 하나님을 부인할 경우에만 언약 공동체에서 제외된다. 그러므로 샌더스에 의하면, 바울은 이런 (올바른) 유대교를 오해하여 율법을 지켜서 공로를 쌓고 결국 의롭게 되는 율법종교로 잘못 묘사하고 있다는 것이다.
샌더스가 붙인 ‘언약적 율법주의’ (혹은 언약적 신율주의, covenantal nomism)에서 ‘nomism’이라는 말에서 ‘legalism’의 부정적인 뉘앙스를 조금이나마 극복하려는 노력을 볼 수 있다. 샌더스는 이 언약적 율법주의와 개신교 학자들이 묘사하는 유대주의의 구원론 사이에 거의 유사한 것이 없다고 말한다. 샌더스에 의하면, 바울이 유대주의를 포기한 것은, 새로운 구원의 길인 예수 그리스도 안에서 더 나은 무언가 (something better)를 발견했기 때문이지, 율법주의적 경건 (nomistic piety)의 열등함 때문은 아니었다. 바울이 거부하면서 공격한 ‘율법의 행위’ (works of law)는 구원과 의를 획득하기 위한 인간의 공로가 아니라, ‘할례와 음식법’과 같은 것으로서 이방인 선교시에 기독교가 유대교적 특성을 가지고 있다는 부정적인 영향을 미칠 수 있는 것들이었다. 바울의 유대주의 비판은 유대주의의 율법주의를 비판한 것이 아니라, 단지 그의 이전 종교에 대한 종막이었다. 바울이 유대교를 바라 볼 때 가장 큰 문제는 그 속에 예수 그리스도가 없었다는 점이다. 바울이 율법의 행위 (works of law)를 비판한 것은 율법주의를 비판한 것이 아니라, 하나님의 백성에 대한 잘못된 정의였다. 즉 율법이 아니라 믿음이 하나님의 백성을 정의하는 표시 (defining mark)이다.

## 작품

### 번역서
- 《바울, 율법, 유대인》(Paul, the Law and the Jewish People) - 1995년
- 《공관복음서 연구》(Studying the Synoptic Gospels) - 1999년
- 《예수와 유대교》 (Jesus and Judaism) - 2008.
- 《사도 바오로:그리스도교의 설계자》(Paul: A Very Short Introduction) 2016.
- 《바울과 팔레스타인 유대교》 (Paul and Palestinian Judaism), 박규태, 알맹e, 2018.

### 원서
- Sanders, E. P. (1969). 《The Tendencies of the Synoptic Tradition》 (Ph.D.). Cambridge: Cambridge University Press. ISBN 0-521-07318-9.
- ——— (1977). 《Paul and Palestinian Judaism》. London: SCM Press. ISBN 0-8006-1899-8.
- ———; Baumgarten, Albert I.; Mendelson, Alan; Meyer, Ben F., 편집. (1980). 《Jewish and Christian Self-Definition, Volume 1: The Shaping of Christianity in the Second and Third Centuries》. London: SCM Press. ISBN 978-0-3340-0818-7.
- ———; Baumgarten, Albert I.; Mendelson, Alan, 편집. (1981). 《Jewish and Christian Self-Definition, Volume 2: Aspects of Judaism in the Graeco-Roman Period》. London: SCM Press. ISBN 978-0-3340-0819-4.
- ———; Meyer, Ben F., 편집. (1982). 《Jewish and Christian Self-Definition, Volume 3: Self-definition in the Graeco-Roman World》. London: SCM Press. ISBN 978-0-3340-0822-4.
- ——— (1983). 《Paul, the Law, and the Jewish People》. Minneapolis, MN: Augsburg Fortress Publishers. ISBN 0-8006-1878-5.
- ——— (1985). 《Jesus and Judaism》. London: SCM Press. ISBN 0-334-02091-3.
- ———; Davies, Margaret (1989). 《Studying the Synoptic Gospels》. London: SCM Press. ISBN 0-334-02342-4.
- ——— (1990). 《The Question of Uniqueness in the Teaching of Jesus (The Ethel M. Wood Lecture, 15 February 1990)》. London: University of London. ISBN 0-718-70961-6.
- ——— (1990). 《Jewish Law from Jesus to the Mishnah》. London: SCM Press. ISBN 0-334-02102-2.
- ——— (1991). 《Paul》. Oxford: Oxford Paperbacks. ISBN 0-19-287679-1.
- ——— (1992). 《Judaism: Practice and Belief》. London: SCM Press. ISBN 0-334-02470-6.
- ——— (1993). 《The Historical Figure of Jesus》. London: Penguin Books. ISBN 0-14-014499-4.
- ——— (2001). 《Paul: A Very Short Introduction》. Oxford: Oxford Paperbacks. ISBN 0-19-285451-8.

### Articles and Chapters
- ——— (1973). “Patterns of Religion in Paul and Rabbinic Judaism: A Holistic Method of Comparison”. 《Harvard Theological Review》 66 (4): 455–478.
- ——— (1993). “Jesus in Historical Context”. 《Theology Today》 50 (3): 429–448.
- ——— (1996). 〈Jesus’ Relation to Sepphoris〉.   Nagy, Rebecca Martin; Meyers, Eric M.; Meyers, Carol L.;  외. 《Sepphoris in Galilee: Crosscurrents of Culture》. Raleigh: North Carolina Museum of Art. 75–79쪽. ISBN 978-0-8825-9971-7.
- ——— (2001). 〈Jesus’ Galilee〉.   Dunderberg, Ismo;  외. 《Fair Play: Diversity and Conflicts in Early Christianity: Essays in Honor of Heikki Räisänen》. Novum Testamentum Supplements 103. Leiden: Brill. 3–41쪽. ISBN 978-9-0041-2359-5.
- ——— (2010). 〈Jesus of Nazareth〉.   Collins, John J.; Harlow, Daniel C. 《The Eerdmans Dictionary of Early Judaism》. Grand Rapids, MI: Eerdmans. ?쪽. ISBN 978-0-8028-2549-0.

## 같이 보기
- 바울에 대한 새 관점
- 제임스 던
- 톰 라이트